# Mwanga II di Buganda
Danieri Basammula-Ekkere Mwanga II Mukasa (1868 – 8 maggio 1903) è stato un politico ugandese.
Fu il 31º Kabaka del Buganda, che governò dal 1884 al 1888 e nuovamente dal 1889 al 1897.

## Ascesa al trono
Nacque a Nakawa nel 1868. Suo padre era Muteesa I di Buganda, che regnò tra il 1856 e il 1884, mentre sua madre era Abakyala Abisagi Bagalayaze, la decima delle 85 mogli di suo padre. Salì al trono il 18 ottobre 1884, dopo la morte del padre, e stabilì la sua capitale sulla collina Mengo, nei pressi dell'attuale capitale ugandese di Kampala.

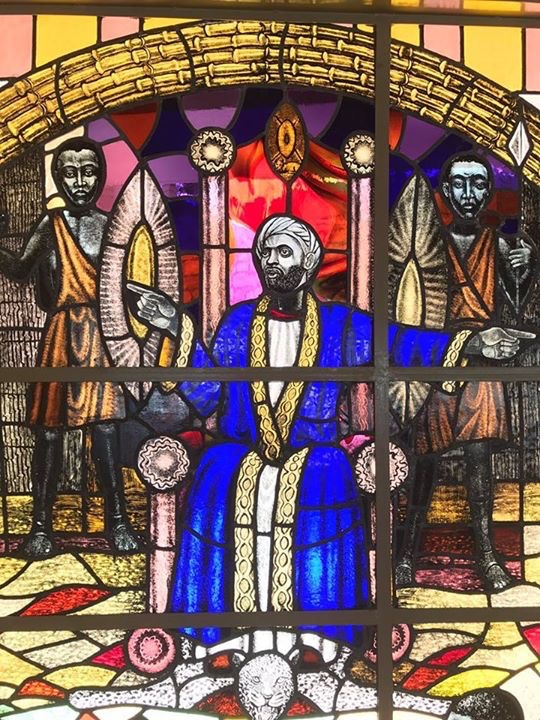
Re Mwanga su vetro colorato nel Santuario dei Martiri di Munyonyo.

## Regno
Mwanga salì al trono all'età di 16 anni. Sin dall'inizio del suo regno, considerò i missionari cristiani che erano gradualmente penetrati nel Buganda come la più grande minaccia alla stabilità del suo paese. Suo padre aveva sfruttato le differenze delle tre principali tradizioni religiose – cattolici, protestanti e musulmani – per metterle l’una contro l’altra, bilanciando così l’influenza delle potenze straniere che sostenevano ciascun gruppo nel tentativo di estendere i propri interessi in Africa. Mwanga II adottò invece un approccio molto più aggressivo, espellendo i missionari e insistendo affinché i cristiani convertiti abbandonassero la loro fede o affrontassero la morte. Un anno dopo essere diventato re fece giustiziare Yusufu Rugarama, Makko Kakumba e Nuuwa Sserwanga, che si erano convertiti al cristianesimo il 31 gennaio 1885. Il 29 ottobre 1885 fece assassinare l'arcivescovo anglicano di 37 anni James Hannington, mentre giungeva in Buganda entrando dal confine orientale del suo regno (Busoga).
Una delle umiliazioni peggiori subite da Mwanga a causa della penetrazione dei missionari cristiani fu la resistenza alle sue avance sessuali portata avanti da parte dei paggi cattolici maschili del suo harem. Secondo la tradizione, il re era il centro del potere e dell'autorità in tutto il Buganda, e poteva disporre completamente della vita di qualunque suddito del regno per soddisfare i propri desideri. Era inaudito che semplici paggi rifiutassero il volere di un re. Considerando il messaggio cristiano come contrastante i valori tradizionali budangesi, Mwanga era determinato a liberare il suo regno dal nuovo insegnamento religioso e dai suoi seguaci. Mwanga quindi accelerò la resa dei conti nel maggio 1886, ordinando ai convertiti della sua corte di scegliere tra la loro nuova fede o la completa obbedienza ai suoi ordini e al suo regno.
Si ritiene che almeno 30 neoconvertiti cattolici e protestanti siano stati uccisi in quel periodo. Ventidue degli uomini che si erano convertiti al cattolicesimo furono bruciati vivi a Namugongo nel giugno 1886, e in seguito divennero noti come i martiri dell'Uganda . Tra i giustiziati c'erano due cristiani che ricoprivano la carica di maestro dei paggi a corte, Joseph Mukasa Balikuddembe e Charles Lwanga: i due avevano ripetutamente sfidato il re salvando i paggi reali affidati alle loro cure dallo sfruttamento sessuale da parte di Mwanga.
Questi omicidi e la continua resistenza di Mwanga alla penetrazione dei missionari all'interno del suo regno allarmarono gli inglesi, che appoggiarono una ribellione di gruppi cristiani e musulmani che sostenevano uno dei fratellastri di Mwanga, e lo sconfissero a Mengo nel 1888. Il fratellastro di Mwanga, Kiweewa Nnyonyintono, fu elevato al trono al suo posto, ma il suo regno durò solamente un mese prima di essere sostituito da un altro fratello, Kabaka Kalema Mugulama . Nel frattempo, Mwanga riuscì a fuggire e trattò con gli inglesi: in cambio della cessione di parte della sua sovranità alla Compagnia britannica dell'Africa orientale, gli inglesi diedere il loro appoggio alle pretese di Mwanga, che rapidamente rimosse Kalema dal trono nel 1889.

## Ultimi anni
Il 26 dicembre 1890 Mwanga firmò un trattato con Lord Lugard, concedendo determinati poteri sulle entrate, sul commercio e sull'amministrazione della giustizia alla Compagnia imperiale britannica dell'Africa orientale . Questi poteri furono trasferiti alla corona inglese il 1 aprile 1893.
Il 27 agosto 1894 Mwanga fu costretta ad accettare che il Buganda divenisse un protettorato britannico. Opponendosi a tale obbligo, il 6 luglio 1897 dichiarò guerra agli inglesi e lanciò un attacco anticoloniale contro di essi, ma fu sconfitto il 20 luglio 1897 a Buddu, nell'odierno distretto di Masaka. In seguito fuggì nell'Africa orientale tedesca (l'attuale Tanzania), dove fu arrestato e internato a Bukoba .
Mwanga fu deposto in contumacia il 9 agosto 1897. Tenace e antimperialista com'era, fuggì e tornò a Buganda con un esercito rivoluzionario determinato a liberare il proprio regno dall'influenza coloniale, ma fu nuovamente sconfitto il 15 gennaio 1898. Fu catturato e torturato, e nell'aprile 1899 fu esiliato alle Seychelles . Mentre era in esilio, fu costretto ad aderire alla Chiesa anglicana tramite il battesimo forzato e gli fu dato il nome Danieri (Daniele). Trascorse il resto della sua vita in esilio, ma la sua determinazione antimperialista non venne mai meno. Rimase profondamente risentito per la conquista del suo stesso popolo da parte degli inglesi, e li esortò a continuare la lotta contro il dominio europeo. Morì alle Seychelles l'8 maggio 1903, all'età di 34 o 35 anni, a causa delle torture subite da parte dei soldati britannici e della fame. Il 2 agosto 1910 i suoi resti furono rimpatriati e sepolti a Kasubi .

## Vita privata
Mwanga sposò 17 mogli, tutte ufficialmente registrate come consorti:
1. Damali Bayita Nanjobe
2. Naabakyaala Dolosi Mwaan'omu Bakazikubawa
3. Esiteri Nabunnya
4. Naabakyaala Eveliini Kulabako, Omubikka
5. Naabakyaala Loyiroosa Nakibuuka, Kaddulubaale
6. Naabakyaala Samali Namuwanga, Sabaddu
7. Nabweteme
8. Nakijoba Nabulya (Elizabeeti Oliva Kyebuzibwa nata da Mwanje Bikaali)
9. Bezza Batwegombia
10. Naabakyaala Ntongo, Kabejja
11. Naabakyaala Nabisubi, Omuwanga
12. Namirembe
13. Lakeeri Mbekeka
14. Nalwooga, Omuyigiriza
15. Elizaabeeti Buteba
16. Nattimba Binti Juma
17. Amalemba Tutsi

## Discendenza
Mwanga II generò diversi figli e figlie dalle sue 16 mogli tra cui Daudi Chwa II di Buganda, suo successore legittimo.
1. Principe (Omulangira) Kagolo, la cui madre era Damali Bayita Nanjobe. Fu ucciso da suo zio Kalema, nel 1889.
2. Principe (Omulangira) Mulindwa, la cui madre era Nabweteme
3. Principe (Omulangira) Nganda, la cui madre era Lakeeri Mbekeka
4. Principe (Omulangira) Abdallah Mawanda, la cui madre era Lakeeri Mbekeka. Percepito come un potenziale sobillatore durante il regno di Chwa, divenne un agente per i britannici nella zona di Kigezi nell'Uganda sudoccidentale.
5. Daudi Chwa II di Buganda, che regnò dal 1897 al 1939. Sua madre era Eveliini Kulabako.
6. Il principe (Omulangira) Yusuufu Suuna Kiweewa, la cui madre era Esiteri Nabunnya. Prestò servizio nella Grande Guerra dal 1915 al 1919. Promosso Tenente del 7º Battaglione Territoriale il 25 maggio 1939, prestò servizio anche nella seconda guerra mondiale in Africa orientale e in Nord Africa, dal 1939 al 1940, per andare in pensione il 18 marzo 1940. Fu implicato nelle rivolte di Buganda del 1949 ed esiliato nelle Isole Ssese, dove morì nel 1949.
7. Principe (Omulangira) Tobi, la cui madre era Nabisubi
8. Principe (Omulangira) Nayime, la cui madre era Loyiroosa Nakibuuka
9. Principessa (Omumbejja) Najjuma Katebe
10. Principessa (Omumbejja) Anna Nambi Nassolo, la cui madre era Samali Namuwanga
11. Principessa (Omumbejja) Mboni Maliamu Kajja-Obunaku, la cui madre era Nattimba.